# Diachromus
Diachromus är ett släkte av skalbaggar som beskrevs av Wilhelm Ferdinand Erichson 1837. Diachromus ingår i familjen jordlöpare.
Släktet innehåller bara arten Diachromus germanus.

## Bildgalleri

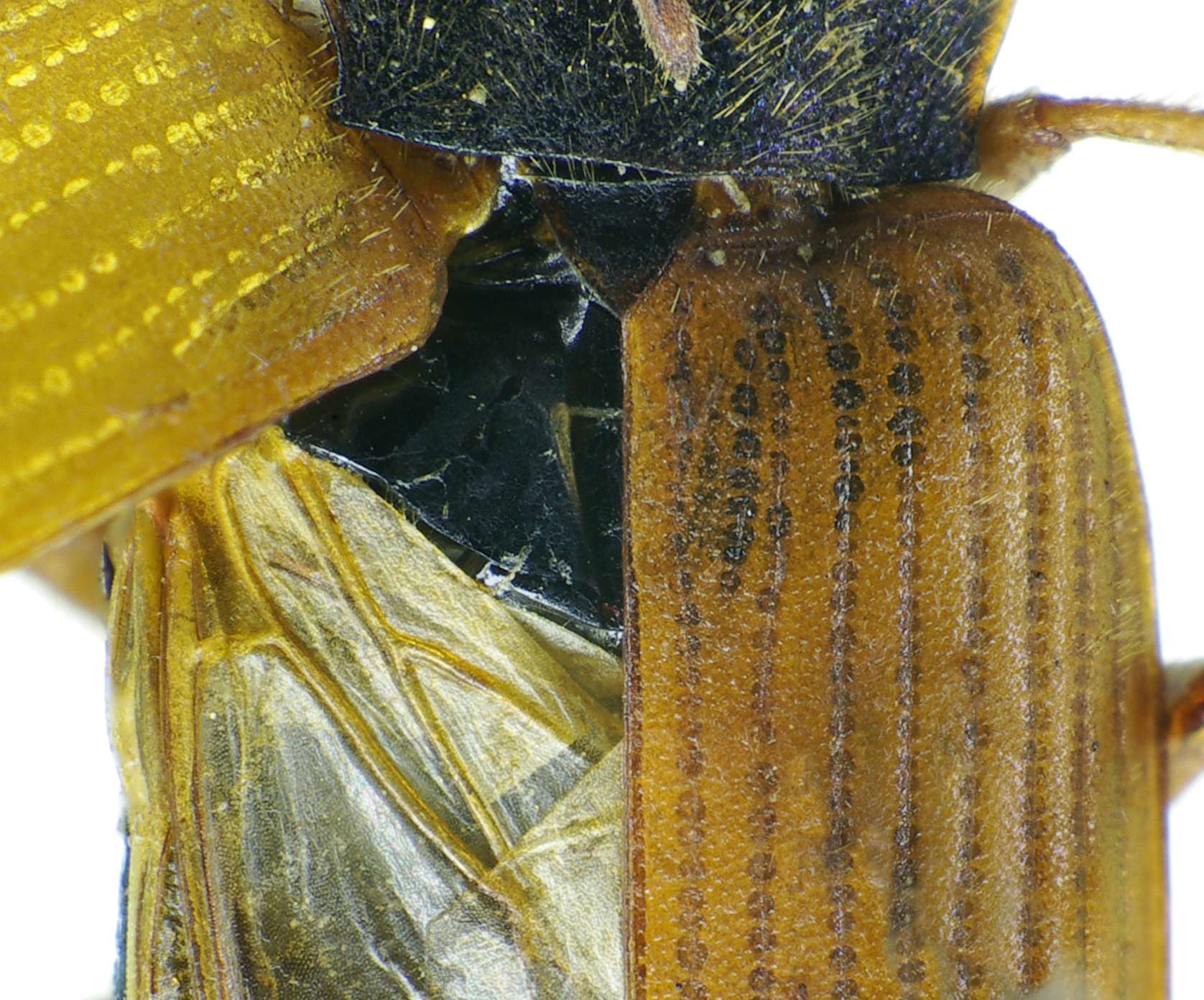
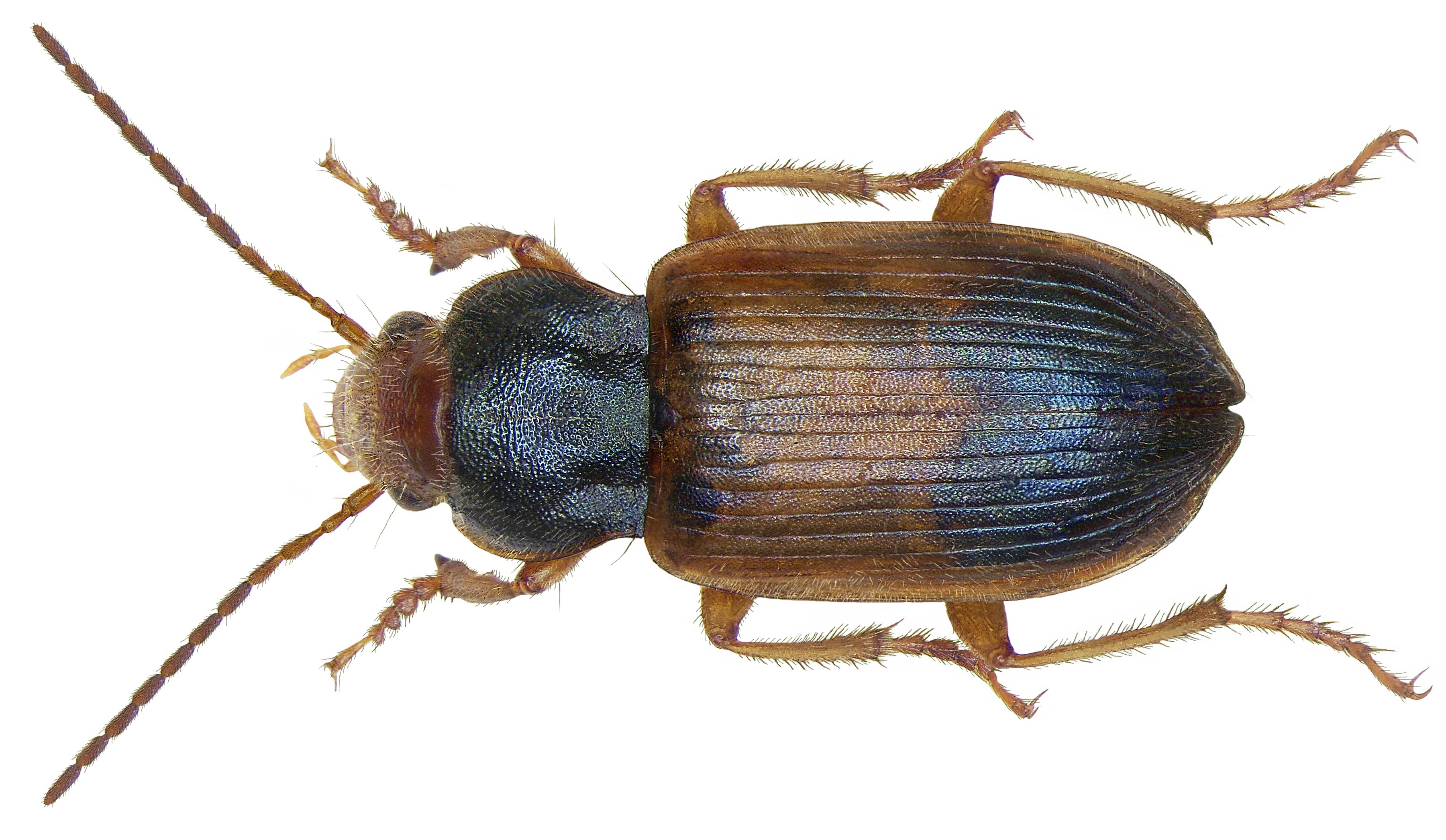
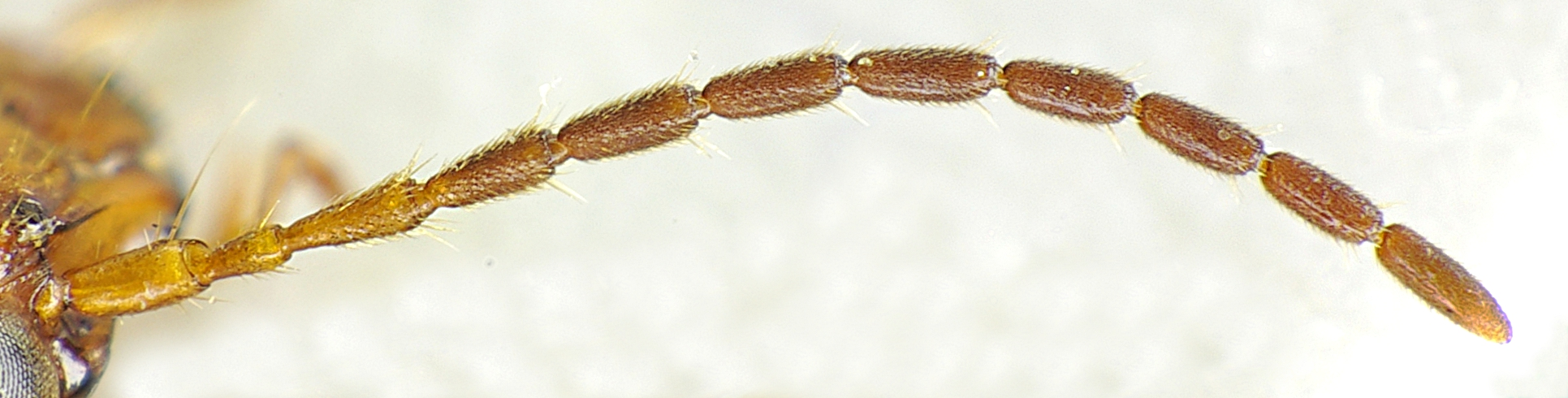
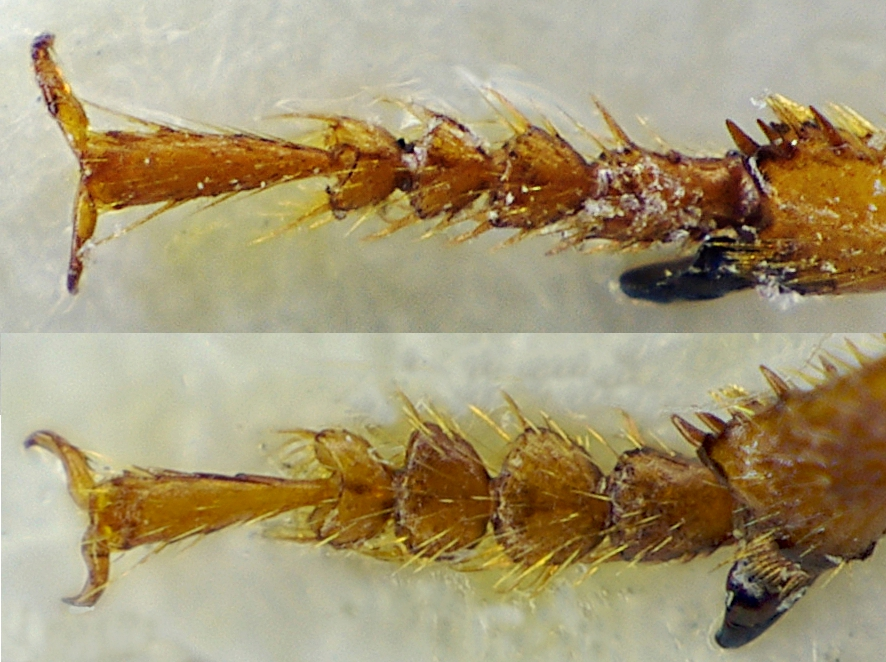
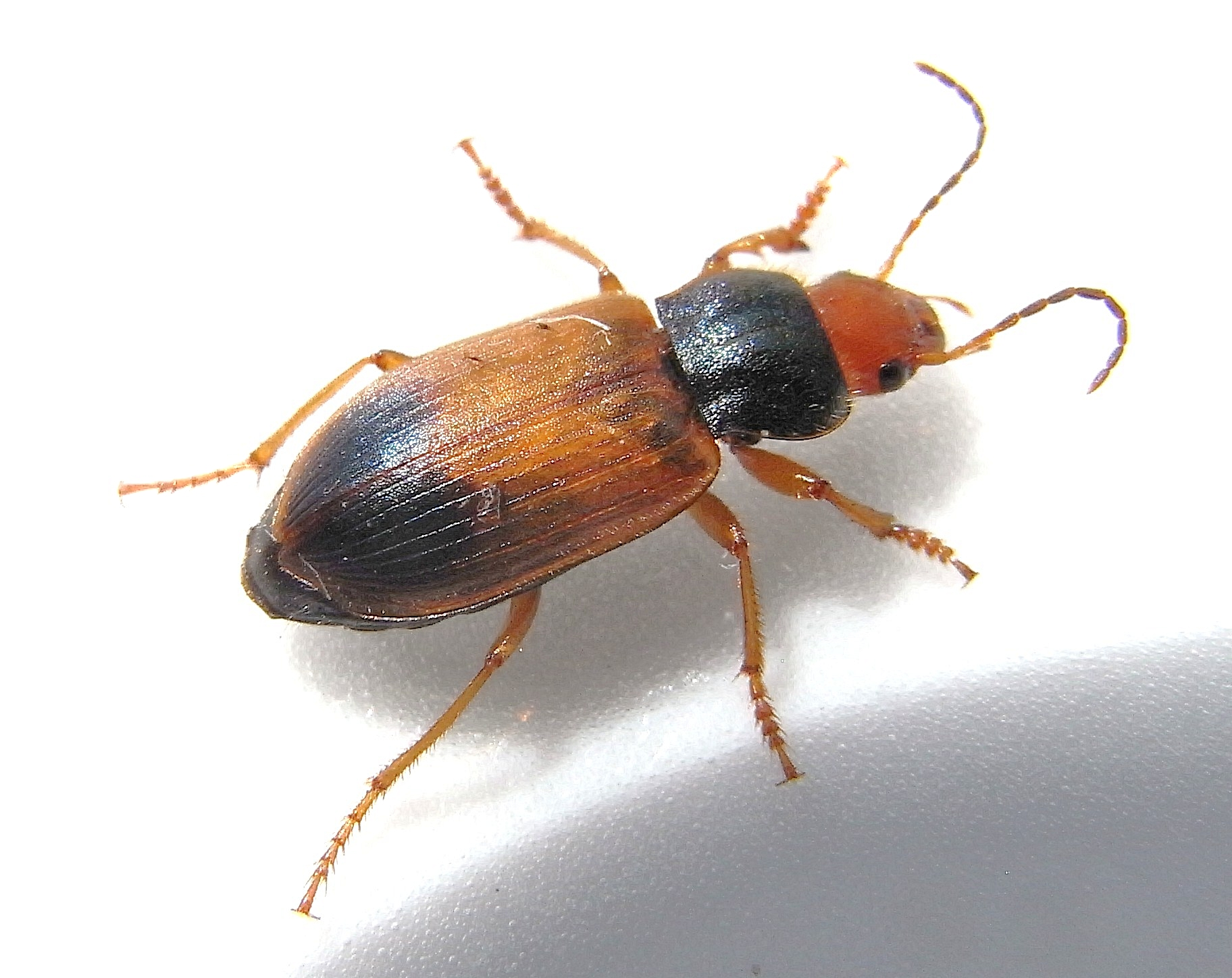
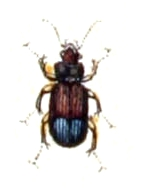